# Abdoulaye Faye (fotbollsspelare född 2004)
Abdoulaye Faye, född 22 september 2004, är en senegalesisk fotbollsspelare som spelar för BK Häcken.

## Karriär
Faye spelade för Diambars FC i hemlandet Senegal. I augusti 2023 värvades han av BK Häcken och skrev på ett 3,5-årskontrakt. I mars 2024 lånades Faye ut till Örgryte IS. Han spelade 22 matcher i Superettan 2024.
Inför säsongen 2025 återvände Faye till BK Häcken där han direkt blev en startspelare och gjorde bland annat två mål i Svenska cupen. Faye gjorde allsvensk debut den 29 mars 2025 i en 2–0-vinst över IF Brommapojkarna.